# Primera División B 2013
El campeonato de la Primera División B 2013 del fútbol paraguayo fue el septuagésimo segundo campeonato oficial (metropolitano) de la Primera División B organizado por la Asociación Paraguaya de Fútbol (APF). Se dio inicio el 13 de abril y finalizó el 13 de octubre.
El campeón ascendió a la División Intermedia y el subcampeón jugó un repechaje contra el subcampeón de la Primera B Nacional 2013 por el ascenso a la misma categoría. Además, el equipo con menor puntaje al final de la temporada descendió a la Primera División C.
Se consagró campeón por primera vez el Club Olimpia de Itá.

## Sistema de competición
El modo de disputa implementado fue, al igual que en las temporadas precedentes, el de todos contra todos a partidos de ida y vuelta, es decir a dos rondas compuestas por once jornadas cada una con localía recíproca. Se convirtió en campeón el equipo que acumuló la mayor cantidad de puntos al término de las 26 fechas.
En caso de paridad de puntos entre dos contendientes, se define el título en un partido extra. De existir más de dos en disputa, se resuelve según los siguientes parámetros:
1) saldo de goles;
2) mayor cantidad de goles marcados;
3) mayor cantidad de goles marcados en condición de visitante;
4) sorteo.

## Producto de la clasificación
- El torneo coronó al 72° campeón en la historia de la Primera División B.

- El campeón del torneo, obtuvo directamente su ascenso a la División Intermedia.

- El subcampeón del torneo, accedió al repechaje por el ascenso contra el subcampeón de la Primera División B Nacional (Paraguay).

- El equipo que obtuvo el menor puntaje en el torneo, descendió a la Primera División C.

## Ascensos y descensos
| Ascendidos a División Intermedia                                                                                              |
| --- |
| 12 de Octubre (Campeón de la Primera División B)                                                                              |
| Martín Ledesma (Subcampeón de la Primera División B y ganador del repechaje ante el antepenúltimo de la División Intermedia ) |

| Descendidos a Primera División C                  |
| ------------------------------------------------- |
| 1° de Marzo (Peor puntaje en la temporada pasada) |

| Ascendidos de Primera División C                      |
| ----------------------------------------------------- |
| Atlántida (Campeón de la Primera División C)          |
| Benjamín Aceval (Subcampeón de la Primera División C) |

| Descendidos de División Intermedia                                                                                            |
| --- |
| Colegiales (Tercer peor promedio en la temporada pasada y perdedor del repechaje ante el subcampeón de la Primera División B) |
| Sportivo Iteño (Segundo peor promedio en la temporada pasada)                                                                 |
| 29 de Setiembre (Peor puntaje promedio en la temporada pasada)                                                                |

## Equipos participantes
| Equipo               | Fundación               | Ciudad                    | Estadio                   | Capacidad |
| -------------------- | ----------------------- | ------------------------- | ------------------------- | --------- |
| 12 de Octubre SD     | 12 de octubre de 1922   | Santo Domingo, Asunción   | Estadio Rafael Giménez    | 1500      |
| 29 de Setiembre      | 30 de abril de 1942     | Luque                     | Molino                    | 3000      |
| 3 de Febrero         | 10 de marzo de 1919     | Ricardo Brugada, Asunción | Estadio Club 3 de Febrero | 0         |
| 3 de Noviembre       | 15 de mayo de 1959      | San Pablo, Asunción       | Estadio Dr. Rubén Ramírez | 1500      |
| Atlántida            | 23 de diciembre de 1906 | Barrio Obrero, Asunción   | Flaviano Díaz             | 1000      |
| Benjamín Aceval      | 6 de junio de 1918      | Villa Hayes               | Isidro Roussillón         | 5000      |
| Capitán Figari       | 1 de marzo de 1931      | Lambaré                   | Estadio Juan B. Ruíz Díaz | 4.200     |
| Cerro Corá           | 1 de marzo de 1925      | Campo Grande, Asunción    | Andrés Rodríguez          | 6000      |
| Colegiales           | 7 de enero de 1977      | Lambaré                   | Luciano Zacarías          | 4500      |
| Cristóbal Colón      |                         | Ñemby                     |                           |           |
| General Caballero CG | 10 de febrero de 1949   | Campo Grande, Luque       | Estadio 26 de Febrero     | 1600      |
| Olimpia              |                         | Itá                       |                           |           |
| Presidente Hayes     | 8 de noviembre de 1907  | Tacumbú, Asunción         | Kiko Reyes                | 5000      |
| Sportivo Iteño       | 1 de julio de 1924      | Itá                       | Salvador Morga            | 4000      |

### Distribución geográfica de los equipos
| Región                           | Cant. | Equipos |
| -------------------------------- | ----- | --- |
| Distrito Capital                 | 6     | 3 de Febrero, 3 de Noviembre, Atlántida, 12 de Octubre SD, Cerro Corá, Presidente Hayes.                                                                  |
| Departamento Central             | 7     | General Caballero CG y 29 de Septiembre (Luque); Capitán Figari y Atlético Colegiales (Lambaré); Cristóbal Colón (Ñemby); Olimpia y Sportivo Iteño (Itá). |
| Departamento de Presidente Hayes | 1     | Dr. Benjamín Aceval. |

## Clasificación
| Pos. | Equipos              | PJ | PG | PE | PP | GF | GC | Dif. | Pts. |
| ---- | -------------------- | -- | -- | -- | -- | -- | -- | ---- | ---- |
| 1.   | Olimpia (Itá)        | 26 | 15 | 6  | 5  | 39 | 21 | 18   | 51   |
| 2.   | Sportivo Iteño       | 26 | 14 | 7  | 5  | 48 | 28 | 20   | 49   |
| 3.   | Colegiales           | 26 | 11 | 11 | 4  | 41 | 26 | 15   | 44   |
| 4.   | Presidente Hayes     | 26 | 12 | 6  | 8  | 41 | 28 | 13   | 42   |
| 5.   | Cristóbal Colón      | 26 | 12 | 6  | 8  | 37 | 28 | 9    | 42   |
| 6.   | 3 de Noviembre       | 26 | 10 | 11 | 5  | 32 | 30 | 2    | 41   |
| 7.   | Atlántida            | 26 | 11 | 6  | 9  | 26 | 29 | -3   | 39   |
| 8.   | Capitán Figari       | 26 | 10 | 8  | 8  | 31 | 27 | 4    | 38   |
| 9.   | Cerro Corá           | 26 | 8  | 8  | 10 | 36 | 33 | 3    | 32   |
| 10.  | 29 de Setiembre      | 26 | 8  | 6  | 12 | 25 | 31 | -6   | 30   |
| 11.  | Benjamín Aceval      | 26 | 6  | 7  | 13 | 25 | 43 | -18  | 25   |
| 12.  | 3 de Febrero         | 26 | 4  | 12 | 10 | 39 | 49 | -10  | 24   |
| 13.  | General Caballero CG | 26 | 4  | 11 | 11 | 33 | 44 | -11  | 23   |
| 14.  | 12 de Octubre SD     | 26 | 2  | 5  | 19 | 25 | 61 | -36  | 11   |

 Pos=Posición; PJ=Partidos jugados; PG=Partidos ganados; PE=Partidos empatados; PP=Partidos perdidos; GF=Goles a favor; GC=Goles en contra; Dif=Diferencia de goles;Pts=Puntos
|  |                                                                                          |
|  | Campeón. Ascendido en forma directa a la División Intermedia                             |
|  | Subcampeón. Jugó un partido por el ascenso contra el subcampeón de la Primera B Nacional |
|  | Descendidos a Primera División C                                                         |

## Campeón
|                           |
| Olimpia (Itá) 1.er título |

## Repechaje por el ascenso
Tras culminar el torneo, el club subcampeón jugó partidos de ida y vuelta contra el subcampeón del Campeonato Nacional B 2013 para definir el ascenso a la División Intermedia.
Finalmente, tras haber empatado 1:1 en el marcador global jugados los dos partidos, Sportivo Iteño venció a Ovetense en tanda de penales por 7:6, ascendiendo así a la División Intermedia.
| 3 de noviembre de 2013, 10:00, DirecTV | Ovetense               | 1:0 | Sportivo Iteño | Juan José Vázquez, San Estanislao                  |                                                    |
|                                        | Fernández 90+2' (a.g.) |     |                | Entradas vendidas: 1244 Árbitro(s): Julio Quintana | Entradas vendidas: 1244 Árbitro(s): Julio Quintana |

| 10 de noviembre de 2013, 12:00, DirecTV | Sportivo Iteño                                                                                | 1:0 (7:6 p.)               | Ovetense                                                                                        | Salavador Morga, Itá                               |                                                    |
|                                         | Fernando López 78                                                                             |                            |                                                                                                 | Entradas vendidas: 2015 Árbitro(s): Ulises Mereles | Entradas vendidas: 2015 Árbitro(s): Ulises Mereles |
|                                         |                                                                                               | Tiros desde el punto penal |                                                                                                 |                                                    |                                                    |
|                                         | Garcete · Guasch · Arrúa · López · Fernández · Ledesma · Miranda · López · Guerreño · Machado |                            | Centurión · Gómez · Galeano · Ocampos · Medina · González · Amarilla · Gini · Bogado · Amarilla |                                                    |                                                    |